# Ashley (Észak-Dakota)
Ashley település az Amerikai Egyesült Államok Észak-Dakota államában, McIntosh megyében, melynek megyeszékhelye is. Lakosainak száma 613 fő (2020. április 1.).

## Népesség
A település népességének változása:

| 2010 | 749 |
| 2020 | 613 |